# Análise financeira
A análise financeira refere-se à avaliação ou estudo da viabilidade, estabilidade e capacidade de lucro de um negócio ou projeto. Engloba um conjunto de instrumentos e métodos que permitem realizar diagnósticos sobre a situação financeira de uma empresa, assim como prognósticos sobre o seu desempenho futuro.
Para que o analista possa verificar a situação econômico-financeira de uma empresa, é fundamental o recurso a alguns indicadores. Os mais utilizados são aqueles que assumem a forma de rácios. Estes apresentam uma vantagem, não só de tornar mais precisa a informação, como também de facilitar comparações, quer para a mesma empresa, ao longo de um certo período de tempo, quer entre empresas distintas, num mesmo referencial de tempo. Contudo, convém salientar que os rácios apenas constituem um instrumento de análise. Esse instrumento deve ser complementado por outros tantos. Com efeito, a análise de indicadores fornece apenas alguns indícios que o analista deverá procurar confirmar através do recurso a outras técnicas.
| “ | A técnica estabelecida pelos analistas financeiros consiste em estabelecer relações entre contas e agrupamentos de contas do Balanço e de Demonstração de resultados entre outras grandezas económico–financeiras". | ” |

A análise financeira é, assim, a capacidade de avaliar a rentabilidade das empresas, tendo em vista, em função das condições actuais e futuras, verificar se os capitais investidos são remunerados e reembolsados de modo a que as receitas superem as despesas de investimento e de funcionamento.
De forma a alcançar a sobrevivência e desenvolvimento pretendido pela empresa, a avaliação e interpretação da situação económico-financeira de uma empresa centra-se nas seguintes questões fundamentais:
- equilíbrio financeiro;
- rentabilidade dos capitais;
- crescimento;
- risco;
- valor criado pela gestão.

O recurso à análise financeira é extremamente importante para as diversas partes interessadas numa boa gestão empresarial, sendo que essas partes interessadas são gestores, credores, trabalhadores e as respectivas organizações, Estado, investidores e clientes.
Cada grupo ou indivíduo tem diferentes interesses, por isso fazem a análise financeira mais adequada aos objetivos pretendidos. Apesar desses objetivos poderem ser diferentes, as técnicas utilizadas baseiam-se, fundamentalmente, no mesmo conjunto de informações econômico-financeiras:
- balanço patrimonial;
- demonstração de resultados líquidos;
- demonstração dos fluxos de caixa.

A técnica mais utilizada pela análise financeira é a que recorre aos rácios, um instrumento de apoio para sintetizar uma enorme quantidade de informação, e comparar o desempenho econômico-financeiro das empresas ao longo do tempo. Constituem assim uma base da análise financeira, mas não dão respostas. Essas encontrar-se-ão nos aspectos qualitativos da gestão.

## Evolução da análise financeira
Nos anos 80, dá-se uma revolução financeira, marcada pelo aumento dos riscos financeiros a que as empresas estavam expostas, pela crescente importância das emissões de títulos no financiamento das empresas e pela consequente relevância quer da gestão de tesouraria, quer das variáveis financeiras. A implicação desta revolução foi o aumento do número de entidades que emitem pareceres sobre a situação financeira das empresas, não estando já este papel reservado apenas aos bancos, aparecendo aí os auditores e suas empresas de auditoria.
Esta evolução foi acompanhada de alterações na gestão das empresas, no sentido de questionar os tradicionais instrumentos de análise financeira (como os rácios ou o fundo de maneio), não para os inviabilizar mas antes para os enriquecer. A medida que a Análise Financeira evolui, torna-se assim cada vez mais claro que não se trata de uma ciência exata e que não há uma forma única de analisar a saúde financeira de uma empresa.

## Objetivos da Análise Financeira
O diagnóstico da situação financeira de uma empresa pode surgir de uma necessidade interna ou externa. Um diagnóstico interno pode ser necessário para tomar decisões de gestão, utilizando a análise financeira como um instrumento de previsão no âmbito de planos de financiamento e investimento ou para o controle interno (acompanhamento da atividade e comparação entre as previsões e a performance real). Pode também servir um objetivo informacional, usando a informação financeira como instrumento de comunicação interna ou como elemento de relações sociais na empresa. A análise financeira quando a serviço do Estado visa auditar a centralização do poder bancário permitido ilicitamente pelo governo a fim de estabilizar o mercado de commodities essenciais.
Quanto ao diagnóstico externo, surge como instrumento de decisão para entidades externas com influência junto da empresa, tais como bancos, investidores institucionais, governos, fornecedores e clientes. O diagnóstico externo surge também como ferramenta de comunicação com os investidores, o público, os media, as agências de rating e as entidades que elaboram estudos estatísticos financeiros. Os bancos e casas de investimento publicam ou comercializam a sua análise financeira de empresas, com base nas qual divulgam recomendações de investimento. A evidência sobre a capacidade de previsão destas recomendações não é sólida.